# Clube Recreativo da Caála
Maillots
Actualités
Le Clube Recreativo da Caála est un club angolais de football basé à Huambo. L'équipe évolue en première division du championnat d'Angola. Le club est fondé le 24 juin 1944.

## Palmarès
- Championnat d'Angola
  - Vice-champion : 2010
- Coupe d'Angola
  - Finaliste : 2012